# Dracula posadarum
Dracula posadarum es una especie de orquídea epifita. Esta especie se distribuye en Colombia.

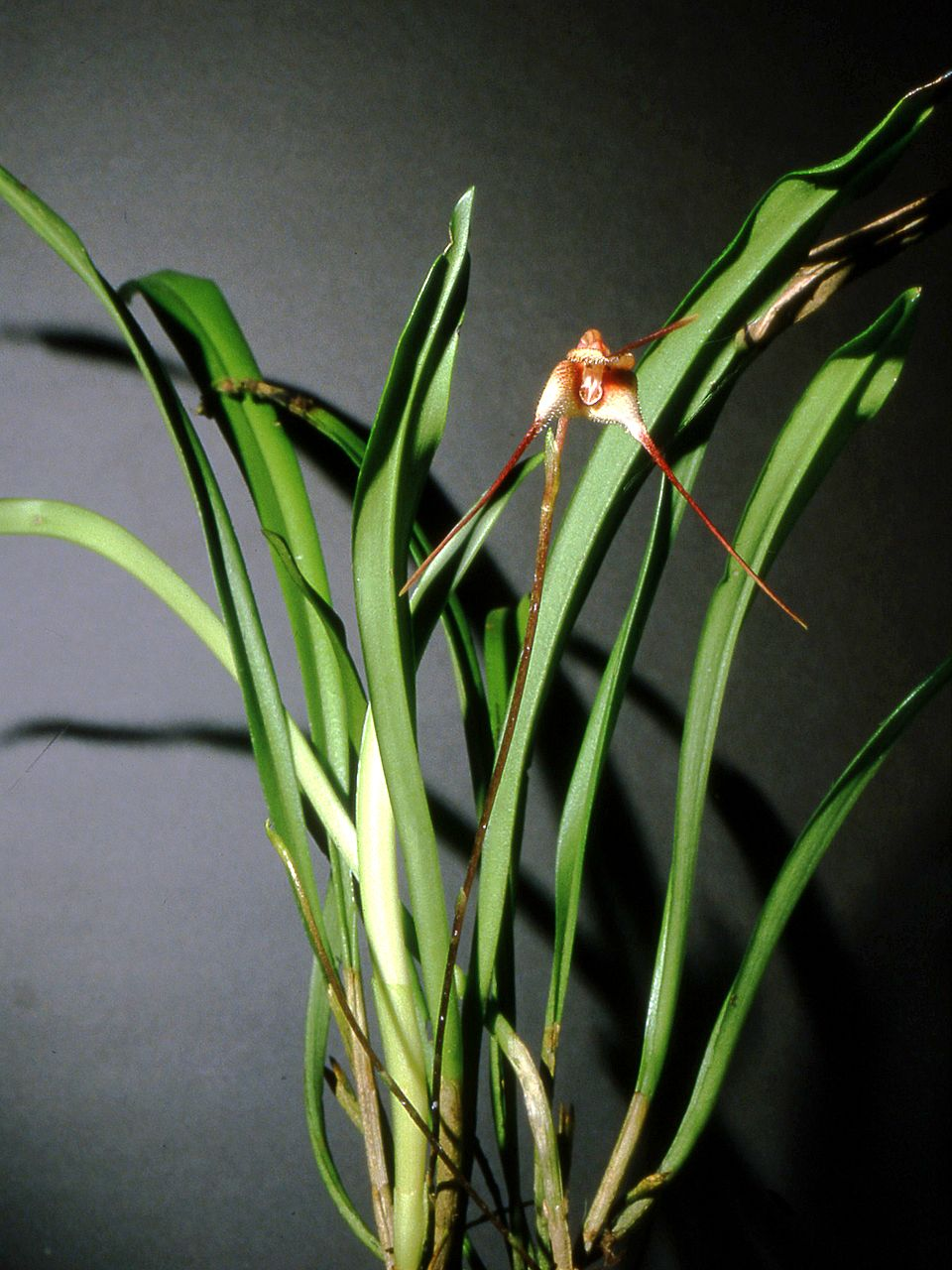
Vista de la planta

## Descripción
Es una orquídea de tamaño medio, con hábito de epifita y con ramicaules delgados, erguidos, que están envuelto basalmente por 2-3 vainas sueltas, tubulares y que llevan una sola hoja, apical, erecta, delgadamente coriáceas, carinada, estrechamente obovada a lineal, aguda, estrechándose poco a poco por debajo en la base conduplicada, indistinta, y peciolada.  Florece en cualquier época del año en una inflorescencia delgada, más o menos horizontal, multibractada de 6 a 8 cm de largo, son sucesivamente una o dos flores que surgen de la parte baja en el ramicaule y lleva una bráctea floral tubular.

## Distribución y hábitat
Se encuentra en Antioquia en Colombia en los bosques nubosos en las elevaciones alrededor de 2.500 metros.  

## Taxonomía
Dracula posadarum fue descrita por  Luer & R.Escobar y publicado en Orquideología; Revista de la Sociedad Colombiana de Orquideología 15: 31. 1981.
Etimología
Dracula: nombre genérico que deriva del latín y significa: "pequeño dragón", haciendo referencia al extraño aspecto que presenta con dos largas espuelas que salen de los sépalos.
posadarum; epíteto otorgado en honor de Posada (actual ciltivador de orquídeas colombiana)